# Lötschberger Wanderwege

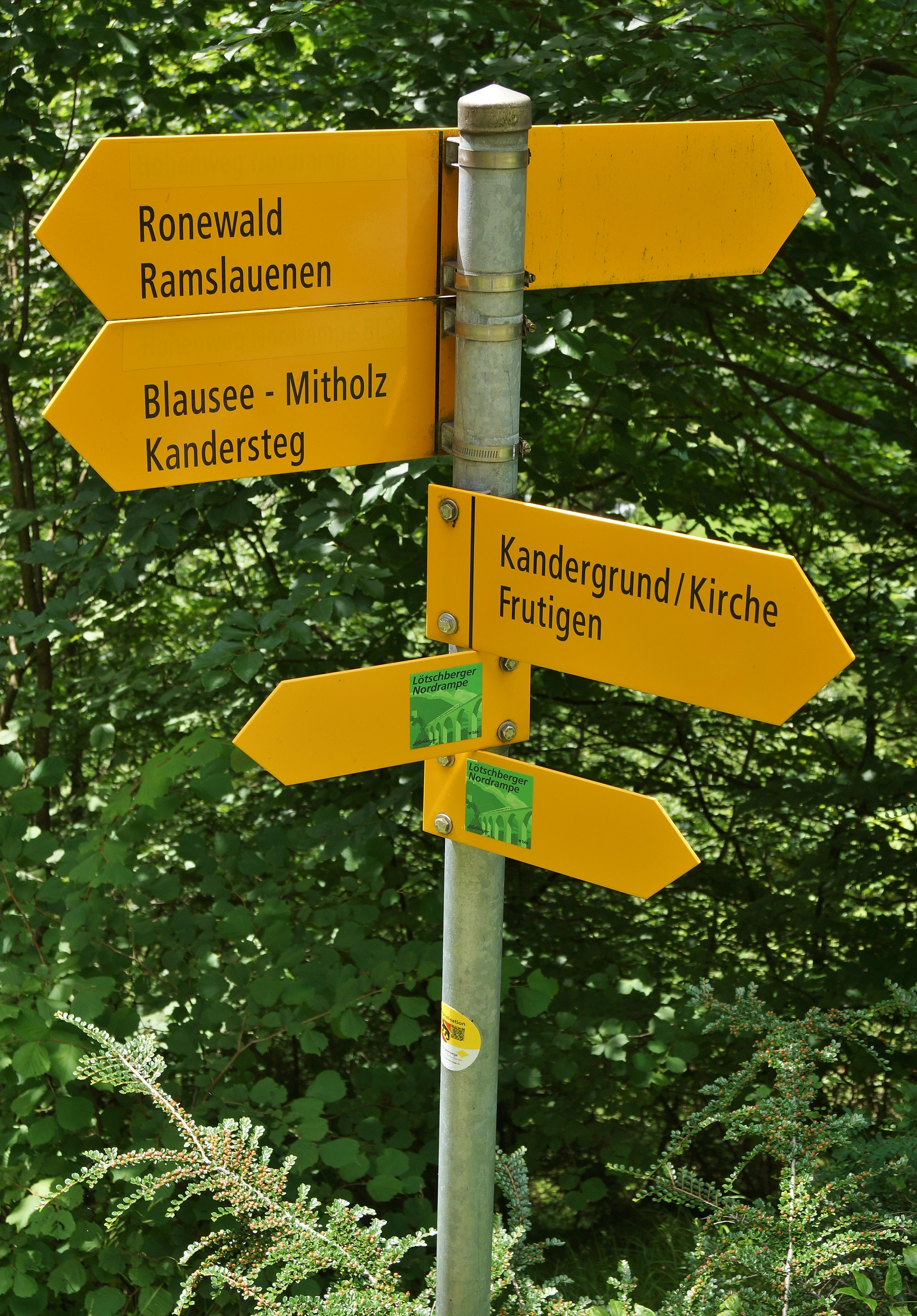
Wegweiser nahe Blausee-Mitholz

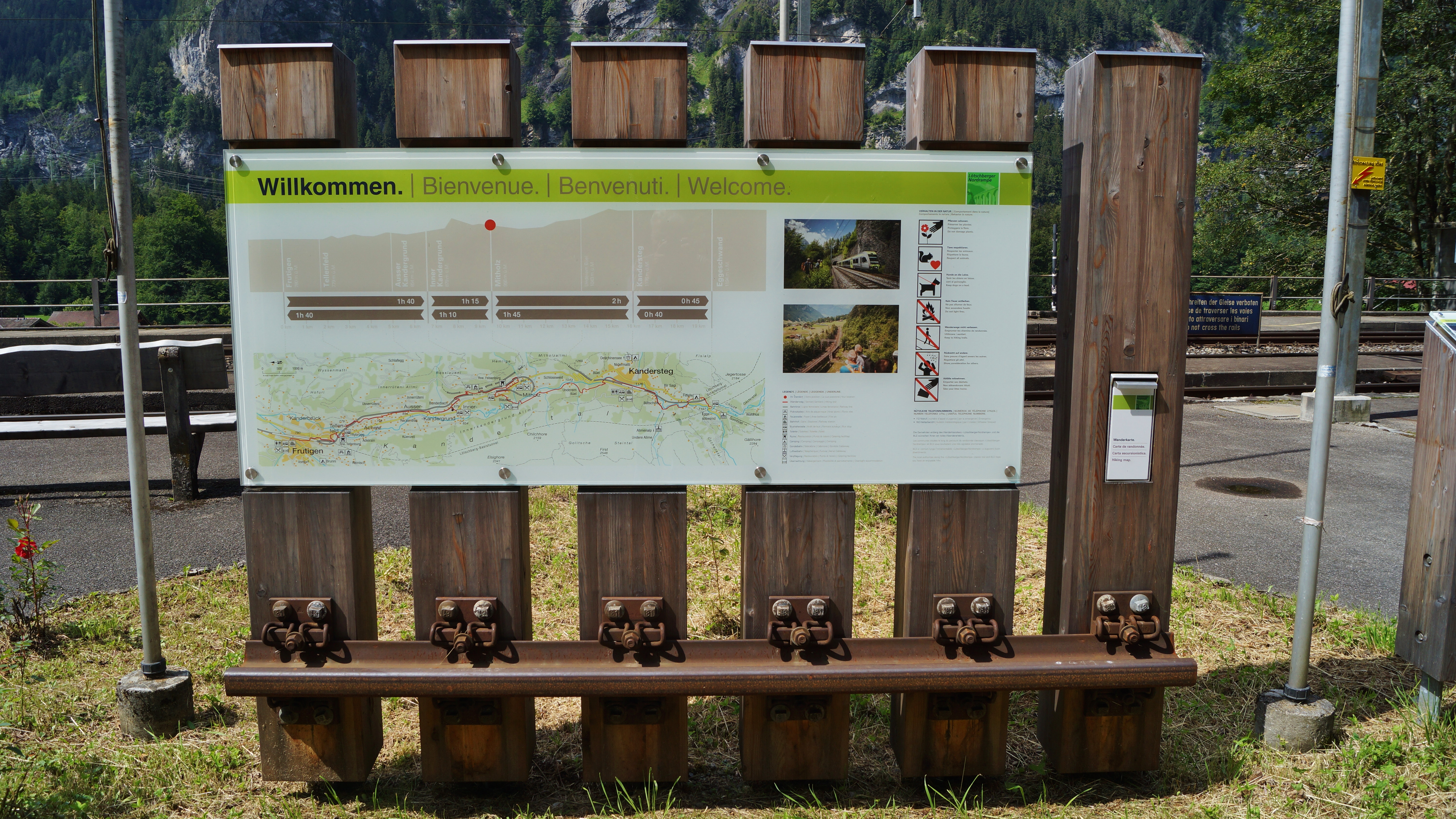
Infotafel an der Station Blausee-Mitholz

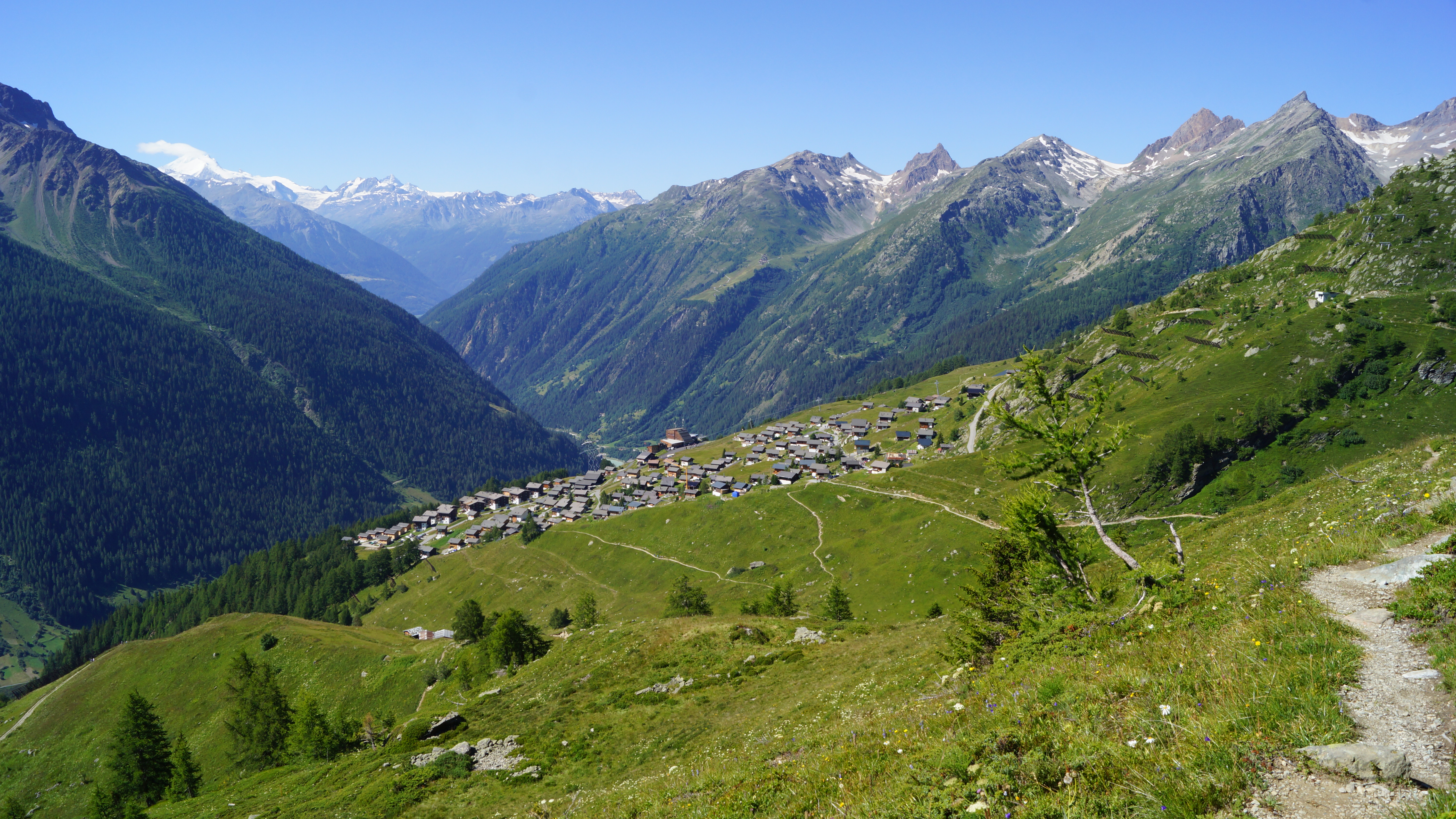
Blick über die Lauchernalp im Lötschental

Unter den zahlreichen Lötschberger Wanderwegen sind neben dem Lötschberg-Panoramaweg zwei entlang der Lötschberg-Bergstrecke in der Schweiz zu erwähnen:
- Die Lötschberger Nordrampe[1] im Kanton Bern und
- die Lötschberger Südrampe[2] im Kanton Wallis, welche durch den Lötschbergtunnel getrennt sind.

An beiden Teilstrecken gibt es Informationstafeln zur Bahnstrecke und Rastplätze, teilweise mit Grillmöglichkeit.

## Etappen der Nordrampe
Der nördliche Weg ist 19 Kilometer lang und es wird eine Wanderzeit von fünf Stunden und 15 Minuten angegeben; wem das zu lang ist, dem werden folgende Teilstrecken empfohlen:
- Eggenschwand – Kandersteg Bahnhof: 3⁄4 Std.
- Kandersteg Bahnhof – Mitholz – Frutigen: 4 1⁄2 Std.
- Frutigen – Innerkandergrund: 1 3⁄4 Std.
- Mitholz – Innerkandergrund: 1 1⁄4 Std.
- Kandersteg Bahnhof – Blausee–Mitholz 1 3⁄4 Std.

## Südseite
Der südliche Weg führt von Hohtenn nach Brig, ist 26 Kilometer lang und es werden als Dauer acht Stunden und 20 Minuten angegeben; inzwischen gibt es auch eine Erweiterung über Lalden und Naters.
Am Nordhang des Lötschentals gibt es aussichtsreiche Wanderwege, wie z. B. von der Lauchernalp zum Schwarzsee.

## Nachweise
1. ↑  Lötschberger Nordrampe bei «bls.ch».
2. ↑  Lötschberger Südrampe bei «bls.ch».